# سوراو

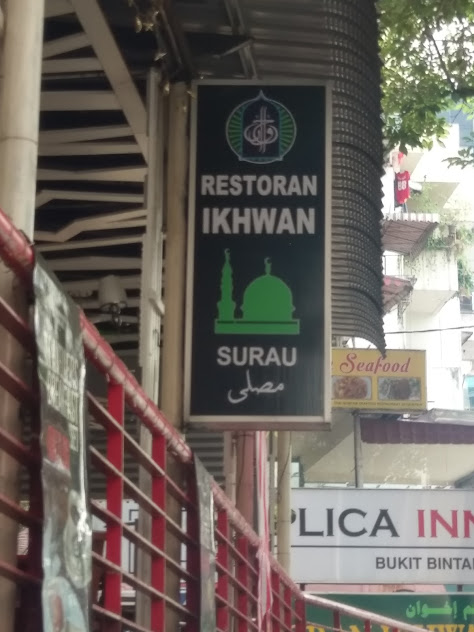
لافتة لسوراو داخل مطعم في حي Bukit Bintang في كوالا لمبور.

في سومطرة وشبه جزيرة الملايو، يشير لفظ سوراو إلى مصلى للمسلمين، وعادة ما تكون داخل المطاعم أو المحلات، ولا تقام فيها صلاة الجمعة، بخلاف الجوامع.